# Lavaur, Tarn
Lavaur (okcitansko La Vaur) je naselje in občina v južnem francoskem departmaju Tarn regije Jug-Pireneji. Leta 2008 je naselje imelo 10.364 prebivalcev.

## Geografija
Kraj leži v pokrajini Languedoc ob reki Agout, 45 km jugozahodno od Albija.

## Uprava
Lavaur je sedež istoimenskega kantona, v katerega so poleg njegove vključene še občine Ambres, Bannières, Belcastel, Garrigues, Giroussens, Labastide-Saint-Georges, Lacougotte-Cadoul, Lugan, Marzens in Montcabrier z 19.436 prebivalci.
Kanton Lavaur je sestavni del okrožja Castres.

## Zanimivosti
- nekdanja katedrala sv. Alana iz 13. stoletja, sedež škofije od 1317 do začetka francoske revolucije, ko je bila škofija razpuščena, njeno ozemlje pa priključeno škofiji v Albiju,
- cerkev sv. Frančiška Assiškega,
- samostan klaris, ustanovljen leta 1642, uničen med francosko revolucijo, obnovljen 1802,
- stolp Tour des Rondes,
- most na reki Agout, pont de Lavour, zgrajen v letih 1773-1791,
- železniški viadukt, zgrajen v letih 1882-84.

## Pobratena mesta
- El Vendrell (Katalonija, Španija);